# Ursula Reutner
Ursula Reutner (Bayreuth, 6 de outubro de 1975) é linguista e professora titular da cadeira de Línguas e Culturas Românicas na Universidade de Passau.

## Biografia
Ursula Reutner estudou na Universidade de Bamberg e na Universidade de Paris IV-Sorbonne. Em 2004, concluiu seu doutorado na Universidade de Augsburg com uma tese sobre “Língua e Identidade”, pelo qual foi agraciada com os prêmios Elise Richter da Associação Alemã de Línguas Românicas e Germaine de Staël da Associação Alemã de Francês. Em 2007, defendeu sua tese de livre-docência escrevendo sobre “Língua e Tabu”. Foi convidada para lecionar nas Universidade de Heidelberg e Paderborn e, em 2018, recebeu o título de doutora honoris causa na Universidade del Salvador em Buenos Aires. Ao longo de sua carreira, esteve por diversas vezes em universidades na Europa, América, África e Ásia para exercer atividades de estudos, ensino e pesquisa.

## Áreas de pesquisa
Ursula Reutner pesquisa sobre sociedades plurilíngues, tabus linguísticos e os efeitos da digitalização sobre a língua.

## Prêmios e reconhecimentos
- Ordem de Mérito da Baviera (2023)[2]
- Paul Harris Fellow[3] do Rotary International (2021)
- Doutor honoris causa[4] pela Universidade del Salvador em Buenos Aires (2018)
- Prêmio Germaine de Staël[5] da Associação Alemã de Francês (2006)
- Prêmio Elise-Richter[6] da Associação Alemã de Línguas Românicas (2005)

## Literatura
- Porträt Ursula Reutner, en: Romanistik in Geschichte und Gegenwart 17/1 (2011), p. 159–163

## Publicações (seleção)
- Manuel des francophonies. De Gruyter, Berlin 2017, ISBN 978-3-11-034670-1
- Interkulturelle Kompetenz. Anleitung zum Fremdgehen – Ein Lernparcours. Westermann, Braunschweig 2015, ISBN 978-3-14-162172-3
- Lingüística mediática y traducción audiovisual. Peter Lang, Frankfurt am Main 2015, ISBN 978-3-631-66486-5
- Von der Zeitung zur Twitterdämmerung. LIT, Münster 2014, ISBN 978-3-643-12451-7
- Bienvenue chez les Ch'tis. Reclam, Stuttgart 2013, ISBN 978-3-15-019821-6
- Political Correctness. Peter Lang, Frankfurt 2012, ISBN 978-3-631-62242-1
- Von der digitalen zur interkulturellen Revolution. Nomos, Baden-Baden 2012 ISBN 978-3-8329-7880-8
- Geschichte der italienischen Sprache. Narr, Tübingen 2011, ISBN 978-3-8233-6653-9
- Sprache und Tabu, Interpretationen zu französischen und italienischen Euphemismen. Beihefte zur Zeitschrift für Romanische Philologie, 346. Max Niemeyer, Tübingen 2009, ISBN 978-3-484-52346-3
- 400 Jahre Quebec. Kulturkontakte zwischen Konfrontation und Kooperation. Winter, Heidelberg 2009, ISBN 978-3-8253-5708-5
- Beiträge zur Kreolistik. Buske, Hamburg 2007, ISBN 978-3-87548-478-6
- Sprache und Identität einer postkolonialen Gesellschaft im Zeitalter der Globalisierung. Eine Studie zu den französischen Antillen Guadeloupe und Martinique. Buske, Hamburg 2005, ISBN 3-87548-423-1